# 祖格 (阿爾及利亞)
35°51′N 7°28′E / 35.850°N 7.467°E

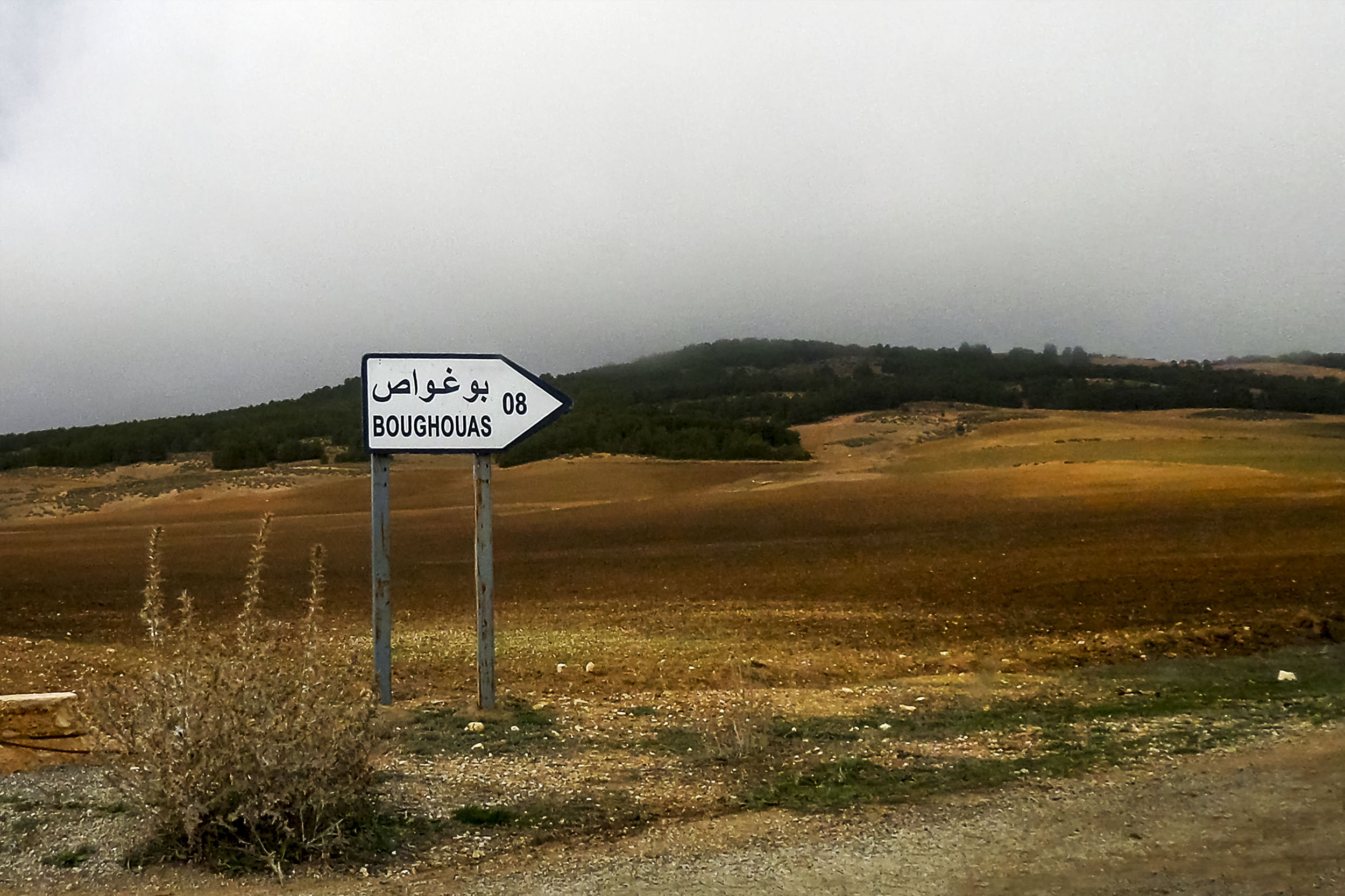
祖格

祖格（阿拉伯语：‎），是阿爾及利亞的城鎮，位於該國東北部烏姆布瓦吉省，由艾因貝達區負責管轄，面積196平方公里，2008年人口2,281，人口密度每平方公里12人。